# Roland Sénéor
 (mai 2016).
Si vous disposez d'ouvrages ou d'articles de référence ou si vous connaissez des sites web de qualité traitant du thème abordé ici, merci de compléter l'article en donnant les références utiles à sa vérifiabilité et en les liant à la section « Notes et références ».
Roland Sénéor, né le 10 juin 1938 dans le 14e arrondissement de Paris et mort le 6 avril 2016 dans le 15e arrondissement de Paris, est un physicien français.
Il obtient en 1980 le prix Paul-Langevin avec Jacques Magnen.

## Biographie
Diplômé de l'École polytechnique (Paris) en 1958, il est chargé de recherche au CNRS d'octobre 1962 à juillet 1975 puis directeur de recherche au CNRS au Centre de physique théorique de l’École polytechnique de septembre 1977 à juin 2003, date à laquelle il prend sa retraite. Il est alors nommé directeur de recherche émérite.
À la fin des années 1970 le duo qu'il forme avec Jacques Magnen introduit en France une branche nouvelle et prometteuse de la physique mathématique, la théorie constructive des champs. Ils avaient démontré déjà des résultats spectaculaires, tels que la sommabilité de Borel de la théorie phi4 à deux dimensions avec Jean-Pierre Eckmann (en), et maîtrisé le difficile développement dit en espace de phase de phi4 à trois dimensions.
Attiré par leur présence et par l'enthousiasme communicatif de Jean Lascoux, Vincent Rivasseau (en) entame en 1977 un stage dans leur laboratoire en espérant pouvoir se joindre un jour à leur équipe. Quelques années plus tard, et pendant la visite à l’École polytechnique de Joel Feldman, il se joint à lui et Jacques Magnen. En deux ou trois ans ils développent ensemble une technique d'analyse constructive dite multi-échelles qui leur permet de passer de théories des champs superrenormalisables au contrôle de théories juste renormalisables. 

### Études doctorales de l'École polytechnique
De 1985 à 1995 Roland Sénéor supervise la création puis dirige le 3e cycle de l'École polytechnique.[réf. nécessaire]

### Saphir
Roland Sénéor est le créateur en 2006 de Saphir (dont il est le directeur), le réseau informatique de haut débit du plateau de Saclay qui assure l’interface avec le réseau RENATER pour réaliser un réseau numérique à très haut débit consacré à l'enseignement supérieur et à la recherche (CNRS/Laboratoires de Gif-sur-Yvette, CNRS/IN2P3, ENSTA, CEA/Saclay, Institut Telecom, Universud, Fondation de coopération Scientifique Saclay, HEC/CCIP, INRIA-Saclay, IOGS, École polytechnique, Université Paris-Sud XI).

## Publications
(septembre 2022).
- Blanchard, P.   Sénéor, R.,  Green's functions for theories with massless particles (in perturbation-theory)   Annales de l'Institut Henri Poincaré section A Physique théorique  Vol 23, p147  (1975)
- J.-P. Eckmann, J. Magnen et R. Sénéor, Decay properties and Borel summability for the Schwinger functions in P(phi)_2 theories, Comm. in Math. Phys. 39, 251-271 (1975)
- J. Magnen et R. Sénéor, The infinite volume limit of the phi^4_{3}  model,  Annales de l'I.H.P. XXIV, 95-159 (1976)
- K. Osterwalder et R. Sénéor, Scattering matrix is non trivial for weakly coupled P(phi)2 models, Helvetica Physica Acta, 49,525-535,(1976)
- J. Magnen et R. Sénéor, The Wightman axioms for the weakly coupled Yukawa model in two dimensions, Comm. in Math. Phys. 51, 297-313 (1976).
- J. Magnen et R. Sénéor, Phase space cell expansion and Borel summability for the Euclidean phi^4_3 theory, Comm. Math. Phys. 56, 237-276 (1977).
- J. Magnen et R. Sénéor, Yukawa quantum field theory in three dimension in third International Conference on Collective phenomena (1978), J. Lebowitz, S. Langer and W. Glaberson Eds., Annal. of the N.Y. Ac. of Sc. Vol. 337, 13 - 43 (1980).
- J. Magnen et R. Sénéor, The Infrared behaviour of (nabla phi)_3^4,Ann. Physics, 152 (1984)
- J. Feldman, J. Magnen, V. Rivasseau et R. Sénéor, Bounds on completely convergent Euclidean Feynman graphs,  Comm. Math. Phys. 98, 273 (1985).
- J. Feldman, J. Magnen, V. Rivasseau et R. Sénéor, Bounds on renormalized  graphs, Comm. Math. Phys. 98, 273 (1985).
- J. Magnen, F. Nicolo, V. Rivasseau et R. Sénéor, A lipatov bound for convergent graphs of phi_4^4, Comm. Math. Phys. 108 (1986).
- J. Feldman, J. Magnen, V. Rivasseau et R. Sénéor, A renormalizable field theory : the massive Gross-Neveu model in two dimensions, Comm. Math. Phys. 109, 437 (1987).
- J. Feldman, J. Magnen, V. Rivasseau et R. Sénéor, Construction of infrared phi_4^4  by a phase space expansion, Comm. Math. Phys. 109, 437 (1987).
- J. Magnen, V. Rivasseau et R. Sénéor, Construction of Yang Mills theory in four dimensions with an infrared cut-off, Commun. Math. Phys., 155, 415 (1993)
- G. Jona-Lasinio et R. Sénéor, Study of stochastic differential equations by constructive methods .1., Journal of Statistical Physics, 83, 1109-1148 (1996)

### Connexions, Association Culturelle et Scientifique du Sud de Paris
- Cofondateur avec son épouse et président de Connexions : Association Culturelle et Scientifique du Sud de Paris[4] depuis 1994, notamment a l'initiative des Arts & Sciences qui se développeront par la suite au niveau national.
- Organisateur du Buzz Danse Festival consacré aux Danses Urbaines du niveau amateur au niveau International à l'Amphi Poincaré de l'École polytechnique depuis 2005.

### IFM
Il a fait partie du conseil d’administration de l'Institut français de la mode à la demande de son directeur de l'époque, Pascal Morand, avant de rejoindre son conseil des affaires académiques[source insuffisante].